# Fußball-Europameisterschaft 2021/Gruppe C
| Pl. | Land           | Sp. | S | U | N | Tore    | Diff. | Punkte |
| --- | -------------- | --- | - | - | - | ------- | ----- | ------ |
| 1.  | Niederlande    | 3   | 3 | 0 | 0 | 008:200 | +6    | 09     |
| 2.  | Österreich     | 3   | 2 | 0 | 1 | 004:300 | +1    | 06     |
| 3.  | Ukraine        | 3   | 1 | 0 | 2 | 004:500 | −1    | 03     |
| 4.  | Nordmazedonien | 3   | 0 | 0 | 3 | 002:800 | −6    | 0      |

Gruppe C der Fußball-Europameisterschaft 2021:

## Österreich – Nordmazedonien 3:1 (1:1)
| Österreich                                                                | Österreich | Nordmazedonien | Nordmazedonien | Aufstellung                                 |
| ------------------------------------------------------------------------- | --- | --- | -------------- | ------------------------------------------- |
| Österreich                                                                | \| 1. Spieltag \| \| 13. Juni 2021 um 19:00 Uhr (18:00 Uhr MESZ) in Bukarest (Arena Națională) \| \| Zuschauer: 9.082 \| \| Schiedsrichter: Andreas Ekberg ( Schweden) 1 \| \| Spielbericht \| | \| 1. Spieltag \| \| 13. Juni 2021 um 19:00 Uhr (18:00 Uhr MESZ) in Bukarest (Arena Națională) \| \| Zuschauer: 9.082 \| \| Schiedsrichter: Andreas Ekberg ( Schweden) 1 \| \| Spielbericht \| | Nordmazedonien | Aufstellung Österreich gegen Nordmazedonien |
| Österreich                                                                | Daniel Bachmann – Aleksandar Dragović (46. Philipp Lienhart), David Alaba , Martin Hinteregger – Stefan Lainer, Konrad Laimer (90.+3 Julian Baumgartlinger), Xaver Schlager (90.+4 Stefan Ilsanker), Marcel Sabitzer, Andreas Ulmer – Saša Kalajdžić (59. Marko Arnautović), Christoph Baumgartner (58. Michael Gregoritsch) Cheftrainer: Franco Foda ( Deutschland) | Stole Dimitrievski – Stefan Ristovski, Darko Velkovski, Visar Musliu (86. Milan Ristovski) – Boban Nikolov (63. Egzon Bejtulai), Enis Bardhi (82. Ivan Tričkovski), Arijan Ademi, Eljif Elmas, Ezgjan Alioski – Goran Pandev , Aleksandar Trajkovski (63. Tihomir Kostadinov) Cheftrainer: Igor Angelovski | Nordmazedonien | Aufstellung Österreich gegen Nordmazedonien |
| Österreich                                                                | 1:0 Lainer (18.) 2:1 Gregoritsch (78.) 3:1 Arnautović (89.) | 1:1 Pandev (28.) | Nordmazedonien | Aufstellung Österreich gegen Nordmazedonien |
| Österreich                                                                | Lainer (85.) | Trajkovski (42.), Alioski (52.) | Nordmazedonien | Aufstellung Österreich gegen Nordmazedonien |
| Österreich                                                                | Das 2:1 war das 700. EM-Tor | | Nordmazedonien | Aufstellung Österreich gegen Nordmazedonien |
| Österreich                                                                | Star des Spiels: David Alaba (Österreich) | | Nordmazedonien | Aufstellung Österreich gegen Nordmazedonien |
| 1. Spieltag                                                               | | |                |                                             |
| 13. Juni 2021 um 19:00 Uhr (18:00 Uhr MESZ) in Bukarest (Arena Națională) | | |                |                                             |
| Zuschauer: 9.082                                                          | | |                |                                             |
| Schiedsrichter: Andreas Ekberg ( Schweden) 1                              | | |                |                                             |
| Spielbericht                                                              | | |                |                                             |

Nachdem Österreich bei keiner der vorangegangenen Europameisterschaften hatte gewinnen können, gelang dies nun gleich im ersten Gruppenspiel gegen Nordmazedonien, das sich seinerseits das erste Mal für eine Endrunde qualifizierte. Die Südosteuropäer liefen mit derselben Startelf, die gut drei Monate zuvor Deutschland besiegt hatte, auf. Die Österreicher hatten früh eine längere Ballbesitzphase und versuchten häufiger, ihren Stürmer Saša Kalajdžić mit langen Bällen einzusetzen. Bereits nach 18 Minuten zeigte diese Maßnahme Wirkung, als Stefan Lainer nach einer Flanke Marcel Sabitzers aus der Luft mit dem Innenrist das Führungstor erzielte. Zehn Minuten später glich Nordmazedonien aus – Kapitän Goran Pandev nutzte eine Situation vor dem gegnerischen Strafraum, als Martin Hinteregger einen Mitspieler unglücklich anschoss, woraufhin Daniel Bachmann den Ball nicht festhalten konnte. Nach dem Seitenwechsel drängte Österreich auf die erneute Führung, Trainer Franco Foda brachte mit Michael Gregoritsch und Marko Arnautović zwei neue Offensivkräfte. Gregoritsch reagierte nach einer Flanke seines Mitspielers David Alaba schneller als die gegnerischen Verteidiger und brachte sein Team wieder in Führung. Mithilfe eines Hackenzuspiels von Konrad Laimer erzielte Arnautović kurz vor Spielende dann noch das 3:1 gegen müde Nordmazedonier.
Arnautović sorgte für einen Eklat, als er nach seinem Tor zum 3:1 den nordmazedonischen Spieler Ezgjan Alioski und dessen Familie beleidigte. Arnautović ist serbischer Abstammung, Alioskis Familie stammt ursprünglich aus Albanien; beide Länder stehen seit Jahrzehnten im politischen Konflikt. Der nordmazedonische Fußballverband legte nach dem Spiel offiziell Beschwerde bei der UEFA ein und forderte eine klare Strafe. Die UEFA-Kontrollkommission leitete daraufhin eine Untersuchung ein. Arnautović wurde schließlich durch die UEFA wegen „Beleidigung eines anderen Spielers“ für das zweite Gruppenspiel gegen die Niederlande gesperrt.

## Niederlande – Ukraine 3:2 (0:0)
| Niederlande                                                         | Niederlande | Ukraine | Ukraine | Aufstellung                           |
| ------------------------------------------------------------------- | --- | --- | ------- | ------------------------------------- |
| Niederlande                                                         | \| 1. Spieltag \| \| 13. Juni 2021 um 21:00 Uhr (MESZ) in Amsterdam (Johan-Cruyff-Arena) \| \| Zuschauer: 15.837 \| \| Schiedsrichter: Felix Brych ( Deutschland) 2 \| \| Spielbericht \| | \| 1. Spieltag \| \| 13. Juni 2021 um 21:00 Uhr (MESZ) in Amsterdam (Johan-Cruyff-Arena) \| \| Zuschauer: 15.837 \| \| Schiedsrichter: Felix Brych ( Deutschland) 2 \| \| Spielbericht \| | Ukraine | Aufstellung Niederlande gegen Ukraine |
| Niederlande                                                         | Maarten Stekelenburg – Jurriën Timber (88. Joël Veltman), Stefan de Vrij, Daley Blind (64. Nathan Aké) – Denzel Dumfries, Marten de Roon, Frenkie de Jong, Patrick van Aanholt (64. Owen Wijndal) – Georginio Wijnaldum – Wout Weghorst (88. Luuk de Jong), Memphis Depay (90.+1 Donyell Malen) Cheftrainer: Frank de Boer | Heorhij Buschtschan – Oleksandr Karawajew, Illja Sabarnyj, Mykola Matwijenko, Witalij Mykolenko – Ruslan Malinowskyj, Serhij Sydortschuk, Oleksandr Sintschenko – Andrij Jarmolenko , Roman Jaremtschuk, Oleksandr Subkow (13. Marlos, 64. Mykola Schaparenko) Cheftrainer: Andrij Schewtschenko | Ukraine | Aufstellung Niederlande gegen Ukraine |
| Niederlande                                                         | 1:0 Wijnaldum (52.) 2:0 Weghorst (58.) 3:2 Dumfries (85.) | 2:1 Jarmolenko (75.) 2:2 Jaremtschuk (79.) | Ukraine | Aufstellung Niederlande gegen Ukraine |
| Niederlande                                                         | Sydortschuk (90.+3) | | Ukraine | Aufstellung Niederlande gegen Ukraine |
| Niederlande                                                         | Star des Spiels: Denzel Dumfries (Niederlande) | | Ukraine | Aufstellung Niederlande gegen Ukraine |
| 1. Spieltag                                                         | | |         |                                       |
| 13. Juni 2021 um 21:00 Uhr (MESZ) in Amsterdam (Johan-Cruyff-Arena) | | |         |                                       |
| Zuschauer: 15.837                                                   | | |         |                                       |
| Schiedsrichter: Felix Brych ( Deutschland) 2                        | | |         |                                       |
| Spielbericht                                                        | | |         |                                       |

Bondscoach Frank de Boer schickte sein Team in einem 5–3–2 bzw. 3–5–2, nach dem er bereits in der Vorbereitungsphase aufgestellt hatte, auf den Platz. Für viele niederländische Spieler war es der Auftakt zu ihrem ersten großen Turnier. In einer ausgeglichenen ersten Hälfte hatte Oranje den Ball wesentlich häufiger und gelangte durch gute Kombinationen über die Flügel oder in Person von Memphis Depay und Georginio Wijnaldum im Zentrum ein ums andere Mal vor das ukrainische Tor. Der rechte Außenverteidiger Denzel Dumfries scheiterte zweimal im Strafraum mit Kopfbällen, einen wuchtigen Distanzschuss von Wijnaldum konnte Torwart Heorhij Buschtschan mit der Hand abwehren. Die Ukrainer hielten mit dem statistisch besseren Team gut mit, konnten aber ihrerseits keine gefährlichen Tormöglichkeiten produzieren und hatten Probleme mit dem temporeichen Spiel des Gegners. Kurz nach dem Seitenwechsel gelangte Wijnaldum nach einer Abwehraktion Buschtschans in Ballbesitz und erzielte das 1:0. Beim 2:0 wurde Wout Weghorst nicht ausreichend geblockt, der Bundesligastürmer konnte aus kurzer Distanz einen Schuss unter die Latte verwerten. In der Folge drängten die Niederländer zwar auf einen Ausbau der Führung, wurden aber unkonzentrierter. Andrij Jarmolenko schoss 23 Minuten später das Anschlusstor, als er auf Höhe der Strafraumkante einen hohen Ball über Stekelenburg hinweg im niederländischen Tor versenkte. Nur vier Minuten später glich Roman Jaremtschuk nach einem Freistoß von Ruslan Malinowskyj aus gut 30 Metern per Kopfballtor aus. Während sich Frenkie de Jong oder Depay zentral immer wieder festspielten, machte sich de Boers Hereinnahme von Nathan Aké für Daley Blind nach etwas mehr als einer Stunde bezahlt. Der Verteidiger schlug mehrere gefährliche Flanken in den Strafraum, fünf Minuten vor Schluss nutzte schließlich Dumfries eine davon für den 3:2-Endstand mit dem Kopf.

## Ukraine – Nordmazedonien 2:1 (2:0)
| Ukraine                                                                   | Ukraine | Nordmazedonien | Nordmazedonien | Aufstellung                              |
| ------------------------------------------------------------------------- | --- | --- | -------------- | ---------------------------------------- |
| Ukraine                                                                   | \| 2. Spieltag \| \| 17. Juni 2021 um 16:00 Uhr (15:00 Uhr MESZ) in Bukarest (Arena Națională) \| \| Zuschauer: 10.001 \| \| Schiedsrichter: Fernando Rapallini ( Argentinien) 3 \| \| Spielbericht \| | \| 2. Spieltag \| \| 17. Juni 2021 um 16:00 Uhr (15:00 Uhr MESZ) in Bukarest (Arena Națională) \| \| Zuschauer: 10.001 \| \| Schiedsrichter: Fernando Rapallini ( Argentinien) 3 \| \| Spielbericht \| | Nordmazedonien | Aufstellung Ukraine gegen Nordmazedonien |
| Ukraine                                                                   | Heorhij Buschtschan – Oleksandr Karawajew, Illja Sabarnyj, Mykola Matwijenko, Witalij Mykolenko – Mykola Schaparenko (78. Serhij Sydortschuk), Taras Stepanenko, Oleksandr Sintschenko – Andrij Jarmolenko (70. Wiktor Zyhankow), Roman Jaremtschuk (70. Artem Bjessjedin), Ruslan Malinowskyj (90.+2 Eduard Sobol) Cheftrainer: Andrij Schewtschenko | Stole Dimitrievski – Stefan Ristovski, Darko Velkovski (85. Ivan Tričkovski), Visar Musliu – Boban Nikolov (46. Aleksandar Trajkovski), Arijan Ademi (85. Kire Ristevski), Stefan Spirovski (46. Darko Čurlinov), Ezgjan Alioski – Enis Bardhi (77. Daniel Avramovski) – Goran Pandev , Eljif Elmas Cheftrainer: Igor Angelovski | Nordmazedonien | Aufstellung Ukraine gegen Nordmazedonien |
| Ukraine                                                                   | 1:0 Jarmolenko (29.) 2:0 Jaremtschuk (34.) | 2:1 Alioski (57.) | Nordmazedonien | Aufstellung Ukraine gegen Nordmazedonien |
| Ukraine                                                                   | Schaparenko (43.) | Velkovski (59.), Avramovski (83.) | Nordmazedonien | Aufstellung Ukraine gegen Nordmazedonien |
| Ukraine                                                                   | Dimitrievski hält Handelfmeter von Malinowskyj (83.) | Buschtschan hält Foulelfmeter von Alioski (57.) | Nordmazedonien | Aufstellung Ukraine gegen Nordmazedonien |
| Ukraine                                                                   | Star des Spiels: Andrij Jarmolenko (Ukraine) | | Nordmazedonien | Aufstellung Ukraine gegen Nordmazedonien |
| 2. Spieltag                                                               | | |                |                                          |
| 17. Juni 2021 um 16:00 Uhr (15:00 Uhr MESZ) in Bukarest (Arena Națională) | | |                |                                          |
| Zuschauer: 10.001                                                         | | |                |                                          |
| Schiedsrichter: Fernando Rapallini ( Argentinien) 3                       | | |                |                                          |
| Spielbericht                                                              | | |                |                                          |

Innerhalb der ersten Viertelstunde hatten beide Teams jeweils eine Großchance, es blieb aber zunächst beim torlosen Remis. Ein Eckball der Ukrainer brachte dann nach 29 Minuten den ersten Treffer, als Verteidiger Oleksandr Karawajew per Hacke Kapitän Andrij Jarmolenko bediente, der aus spitzem Winkel treffen konnte. Jarmolenko beteiligte sich fünf Minuten später am 2:0, nachdem sein Sturmkollege Roman Jaremtschuk ein präzises Zuspiel nutzen konnte. Der 37-jährige Goran Pandev hatte dann einige Minuten vor dem Ende der ersten Hälfte den Anschlusstreffer auf dem Fuß, stand aber vor seinem Heber über den gegnerischen Keeper im Abseits. Innerhalb einer ukrainischen Dominanzphase gelangte Nordmazedonien unerwartet in Ballbesitz, woraufhin der eingewechselte Aleksandar Trajkovski einen Distanzschuss auf das gegnerische Tor abgab, welchen Keeper Heorhij Buschtschan noch an die Latte lenkte. Pandev wollte den zurück in den Strafraum abgeprallten Ball letztendlich verwerten, wurde aber per Foul von Karawajew gestoppt. Ezgjan Alioski vergab anschließend beim regulären Strafstoß, konnte dann aber den Nachschuss zum 1:2 aus Sicht Nordmazedoniens versenken. Kurz vor Schluss scheiterte auch Ruslan Malinowskyj auf der anderen Seite vom Elfmeterpunkt. Ein strafbares Handspiel Daniel Avramovskis war nach VAR-Überprüfung geahndet worden, der ukrainische Stürmer hatte allerdings keine Nachschussmöglichkeit, weshalb es beim 2:1 blieb. Nordmazedonien war somit nach wie vor punktlos und als erste Mannschaft vorzeitig aus dem Turnier ausgeschieden.

## Niederlande – Österreich 2:0 (1:0)
| Niederlande                                                         | Niederlande | Österreich | Österreich | Aufstellung                              |
| ------------------------------------------------------------------- | --- | --- | ---------- | ---------------------------------------- |
| Niederlande                                                         | \| 2. Spieltag \| \| 17. Juni 2021 um 21:00 Uhr (MESZ) in Amsterdam (Johan-Cruyff-Arena) \| \| Zuschauer: 15.243 \| \| Schiedsrichter: Orel Grinfeld ( Israel) 4 \| \| Spielbericht \| | \| 2. Spieltag \| \| 17. Juni 2021 um 21:00 Uhr (MESZ) in Amsterdam (Johan-Cruyff-Arena) \| \| Zuschauer: 15.243 \| \| Schiedsrichter: Orel Grinfeld ( Israel) 4 \| \| Spielbericht \| | Österreich | Aufstellung Niederlande gegen Österreich |
| Niederlande                                                         | Maarten Stekelenburg – Stefan de Vrij, Matthijs de Ligt, Daley Blind (64. Nathan Aké) – Denzel Dumfries, Marten de Roon (74. Ryan Gravenberch), Frenkie de Jong, Patrick van Aanholt (65. Owen Wijndal) – Georginio Wijnaldum – Wout Weghorst (64. Donyell Malen), Memphis Depay (82. Luuk de Jong) Cheftrainer: Frank de Boer | Daniel Bachmann – Aleksandar Dragović (84. Philipp Lienhart), David Alaba , Martin Hinteregger – Stefan Lainer, Konrad Laimer (61. Florian Grillitsch), Xaver Schlager (84. Karim Onisiwo), Marcel Sabitzer, Andreas Ulmer – Christoph Baumgartner (70. Valentino Lazaro), Michael Gregoritsch (62. Saša Kalajdžić), Cheftrainer: Franco Foda ( Deutschland) | Österreich | Aufstellung Niederlande gegen Österreich |
| Niederlande                                                         | 1:0 Depay (11., Foulelfmeter) 2:0 Dumfries (67.) | | Österreich | Aufstellung Niederlande gegen Österreich |
| Niederlande                                                         | de Roon (14.) | Alaba (10.), Bachmann (67.) | Österreich | Aufstellung Niederlande gegen Österreich |
| Niederlande                                                         | Star des Spiels: Denzel Dumfries (Niederlande) | | Österreich | Aufstellung Niederlande gegen Österreich |
| 2. Spieltag                                                         | | |            |                                          |
| 17. Juni 2021 um 21:00 Uhr (MESZ) in Amsterdam (Johan-Cruyff-Arena) | | |            |                                          |
| Zuschauer: 15.243                                                   | | |            |                                          |
| Schiedsrichter: Orel Grinfeld ( Israel) 4                           | | |            |                                          |
| Spielbericht                                                        | | |            |                                          |

Personell rückte lediglich der von einer Leistenzerrung genesene Matthijs de Ligt für Jurriën Timber in die Verteidigung der Niederlande, bei Österreich stand Michael Gregoritsch nach seinem Treffer gegen die Ukraine anstatt Saša Kalajdžić in der ansonsten unveränderten Startformation. Erneut setzte Frank de Boer auf eine Dreierkette, die bei Bedarf mit den defensiver ausgerichteten Flügelspielern Denzel Dumfries und Patrick van Aanholt zu einem Fünferverbund wurde. Dumfries setzte aber wie schon im vorherigen Spiel regelmäßig Akzente nach vorne und war nach Abpfiff diese Partie an allen der fünf bisherigen Turnierturniere seiner Mannschaft beteiligt gewesen. Zuvor stieß aber Österreich bereits nach fünf Minuten bis in den gegnerischen Strafraum vor, wo Andreas Ulmer nach einer Berührung durch Dumfries einen Strafstoß forderte, der nicht gegeben wurde. Wenige Minuten später war der niederländische Flügelspieler im Sechzehnmeterraum Österreichs das Opfer eines Fouls von Spielführer David Alaba, aus dem nach einer Überprüfung des VAR ein Elfmeter hervorging. Memphis Depay verwandelte diesen, Keeper Daniel Bachmann ahnte aber zumindest die richtige Ecke. Darauf folgte eine bestimmende Phase der Niederländer, die über eine Viertelstunde lang 68 % Ballbesitz vorweisen konnten, bis Österreichs Christoph Baumgartner dann in der 28. Minute vor Maarten Stekelenburgs Tor scheiterte. Kurz vor der Pause setzte Martin Hinteregger noch seinen Abschluss zu hoch an und auch Torschütze Depay vergab aus nächster Nähe nach Vorarbeit von Wout Weghorst. Nach 67 Spielminuten gelang Außenbahnspieler Dumfries sein bereits zweites Turniertor, nachdem er vom eingewechselten Donyell Malen bedient wurde. In der Folge kam Österreich noch einmal zu zwei Torschüssen, die Torwart Stekelenburg aber nicht wirklich forderten, weshalb es letztendlich beim 2:0 für Oranje blieb. Das Team stand so vor dem letzten Spieltag bereits als Gruppensieger fest und folgte Italien und Belgien ins Achtelfinale.

## Nordmazedonien – Niederlande 0:3 (0:1)
| Nordmazedonien                                                      | Nordmazedonien | Niederlande | Niederlande | Aufstellung                                  |
| ------------------------------------------------------------------- | --- | --- | ----------- | -------------------------------------------- |
| Nordmazedonien                                                      | \| 3. Spieltag \| \| 21. Juni 2021 um 18:00 Uhr (MESZ) in Amsterdam (Johan-Cruyff-Arena) \| \| Zuschauer: 15.227 \| \| Schiedsrichter: István Kovács ( Rumänien) 5 \| \| Spielbericht \| | \| 3. Spieltag \| \| 21. Juni 2021 um 18:00 Uhr (MESZ) in Amsterdam (Johan-Cruyff-Arena) \| \| Zuschauer: 15.227 \| \| Schiedsrichter: István Kovács ( Rumänien) 5 \| \| Spielbericht \| | Niederlande | Aufstellung Nordmazedonien gegen Niederlande |
| Nordmazedonien                                                      | Stole Dimitrievski – Stefan Ristovski, Darko Velkovski, Visar Musliu, Ezgjan Alioski – Enis Bardhi (78. Vlatko Stojanovski), Arijan Ademi (78. Boban Nikolov) – Ivan Tričkovski (56. Darko Čurlinov), Eljif Elmas, Aleksandar Trajkovski (68. Ferhan Hasani) – Goran Pandev (68. Tihomir Kostadinov) Cheftrainer: Igor Angelovski | Maarten Stekelenburg – Stefan de Vrij (46. Jurriën Timber), Matthijs de Ligt, Daley Blind – Denzel Dumfries (46. Steven Berghuis), Frenkie de Jong (79. Cody Gakpo), Ryan Gravenberch, Patrick van Aanholt – Georginio Wijnaldum – Memphis Depay (66. Wout Weghorst), Donyell Malen (66. Quincy Promes) Cheftrainer: Frank de Boer | Niederlande | Aufstellung Nordmazedonien gegen Niederlande |
| Nordmazedonien                                                      | 0:1 Depay (24.) 0:2 Wijnaldum (52.) 0:3 Wijnaldum (58.) | | Niederlande | Aufstellung Nordmazedonien gegen Niederlande |
| Nordmazedonien                                                      | Ristovski (18.), Musliu (48.), Alioski (65.), Kostadinov (84.) | | Niederlande | Aufstellung Nordmazedonien gegen Niederlande |
| Nordmazedonien                                                      | Star des Spiels: Georginio Wijnaldum (Niederlande) | | Niederlande | Aufstellung Nordmazedonien gegen Niederlande |
| 3. Spieltag                                                         | | |             |                                              |
| 21. Juni 2021 um 18:00 Uhr (MESZ) in Amsterdam (Johan-Cruyff-Arena) | | |             |                                              |
| Zuschauer: 15.227                                                   | | |             |                                              |
| Schiedsrichter: István Kovács ( Rumänien) 5                         | | |             |                                              |
| Spielbericht                                                        | | |             |                                              |

Frank de Boer wechselte lediglich zweimal und stellte Ryan Gravenberch und Donyell Malen für Wout Weghorst und Marten de Roon von Beginn an auf. In der Anfangsphase war die Partie ausgeglichen, nach neun Minuten erzielten die bereits ausgeschiedenen Nordmazedonier aber in Person ihres Spielführers Goran Pandev ein Abseitstor. Aleksandar Trajkovski folgte nach 22 Minuten mit der bereits zweiten Torchance, deren Verwertung durch den Pfosten verhindert wurde. Zwei Minuten darauf besannen sich die Niederländer und gingen prompt in Führung, als Memphis Depay nach einem Konterangriff vom Angreifer Donyell Malen bedient wurde. Der Situation war ein harter Einsatz des Verteidigers Danny Blind gegen Pandev vorausgegangen, das der Schiedsrichter aber nicht geahndet hatte. Zum Ende der ersten Hälfte hin hatte Denzel Dumfries die Möglichkeit, auf 2:0 zu stellen und zwang Stole Dimitrievski zu einer Parade. Nach dem Seitenwechsel erzielte Oranje-Spielführer Georginio Wijnaldum schließlich innerhalb von sechs Minuten erst sein zweites und dann auch sein drittes Turniertor. Erst aus kurzer Distanz nach Hereingabe von Depay, später per „Abstauber“ nach einer Abwehraktion Dimitrievskis. In der Folge vergaben sowohl Wijnaldum wie auch der eingewechselte Weghorst weitere gute Chancen, Pandev kam in seinem letzten Länderspiel zu keiner weiteren Torgelegenheit mehr.

## Ukraine – Österreich 0:1 (0:1)
| Ukraine                                                                   | Ukraine | Österreich | Österreich | Aufstellung                          |
| ------------------------------------------------------------------------- | --- | --- | ---------- | ------------------------------------ |
| Ukraine                                                                   | \| 3. Spieltag \| \| 21. Juni 2021 um 19:00 Uhr (18:00 Uhr MESZ) in Bukarest (Arena Națională) \| \| Zuschauer: 10.472 \| \| Schiedsrichter: Cüneyt Çakır ( Türkei) 6 \| \| Spielbericht \| | \| 3. Spieltag \| \| 21. Juni 2021 um 19:00 Uhr (18:00 Uhr MESZ) in Bukarest (Arena Națională) \| \| Zuschauer: 10.472 \| \| Schiedsrichter: Cüneyt Çakır ( Türkei) 6 \| \| Spielbericht \| | Österreich | Aufstellung Ukraine gegen Österreich |
| Ukraine                                                                   | Heorhij Buschtschan – Oleksandr Karawajew, Illja Sabarnyj, Mykola Matwijenko, Witalij Mykolenko (85. Artem Bjessjedin) – Oleksandr Sintschenko, Serhij Sydortschuk, Mykola Schaparenko (68. Marlos) – Andrij Jarmolenko , Roman Jaremtschuk, Ruslan Malinowskyj (46. Wiktor Zyhankow) Cheftrainer: Andrij Schewtschenko | Daniel Bachmann – Stefan Lainer, Aleksandar Dragović, Martin Hinteregger, David Alaba – Xaver Schlager, Florian Grillitsch – Konrad Laimer (72. Stefan Ilsanker), Marcel Sabitzer, Christoph Baumgartner (32. Alessandro Schöpf) – Marko Arnautović (90. Saša Kalajdžić) Cheftrainer: Franco Foda ( Deutschland) | Österreich | Aufstellung Ukraine gegen Österreich |
| Ukraine                                                                   | 0:1 Baumgartner (21.) | | Österreich | Aufstellung Ukraine gegen Österreich |
| Ukraine                                                                   | Star des Spiels: Florian Grillitsch (Österreich) | | Österreich | Aufstellung Ukraine gegen Österreich |
| 3. Spieltag                                                               | | |            |                                      |
| 21. Juni 2021 um 19:00 Uhr (18:00 Uhr MESZ) in Bukarest (Arena Națională) | | |            |                                      |
| Zuschauer: 10.472                                                         | | |            |                                      |
| Schiedsrichter: Cüneyt Çakır ( Türkei) 6                                  | | |            |                                      |
| Spielbericht                                                              | | |            |                                      |

Im Entscheidungsspiel um den zweiten Platz stand Teamchef Franco Foda sein Marko Arnautović nach Ablauf der Sperre wieder zur Verfügung. Österreich bestimmte die Anfangsphase und ging nach einer Standardsituation nach 21 Minuten in Person von Christoph Baumgartner in Führung. Nach einer guten halben Stunde musste der Torschütze vom Feld, nachdem er kurz vor seinem Treffer mit Illja Sabarnyj zusammengeprallt war und letztendlich nicht mehr weiterspielen konnte. In der Folge hatte Arnautović zwei gute Gelegenheiten zum Führungsausbau, vergab aber vor dem Tor sowie aus der Distanz. Die Ukrainer versuchten viel, kamen aber zu keiner zwingenden Gelegenheit, einzig Stefan Lainer lief Gefahr, den Ball ins eigene Tor zu lenken, in welchem aber Keeper Daniel Bachmann auf der Hut war. Letztendlich folgten die Österreicher dem Gruppensieger Niederlande ins Achtelfinale, wo sie auf den seit 30 Länderspielen ungeschlagenen Sieger der Gruppe A, Italien, trafen.